# Dysart (Iowa)
Dysart es una ciudad situada en el condado de Tama, en el estado de Iowa, Estados Unidos. Según el censo de 2010 tenía una población de 1.379 habitantes.

## Geografía
Según la Oficina del Censo de los Estados Unidos, la localidad tiene un área total de 3,23 km², la totalidad de los cuales 3,23 km² corresponden a tierra firme.

## Demografía
Según el censo de 2010, había 1.379 personas residiendo en la localidad. La densidad de población era de 426,93 hab./km². Había 598 viviendas con una densidad media de 185,14 viviendas/km². El 97,61% de los habitantes eran blancos, el 0,51% afroamericanos, el 0,07% amerindios, el 0,22% asiáticos, el 0,44% de otras razas, y el 1,16% pertenecía a dos o más razas. El 1,45% de la población eran hispanos o latinos de cualquier raza.